# Верховний Спеціальний суд Греції
Верховний Спеціальний суд (грец. Ανώτατο Ειδικό Δικαστήριο) — в Греції являє собою не постійний інститут судової влади, а такий, що збирається для розгляду випадків у колі своєї спеціальної компетенції; його існування передбачене статтею 100 Конституції Греції.
Верховний Спеціальний суд розглядається як вищий «конституційний» і «виборчий» суд Греції. Його рішення безвідкличні і обов'язкові для всіх виконання усіма судами, включаючи Верховні суди Греції. Однак Верховний Спеціальний суд не має ієрархічного зв'язку з трьома верховними судами (Касаційний суд, Державна рада і Рахункова палата. Водночас Верховний Спеціальний суд не вважається вищим, ніж ці суди, і не належить до жодної з гілок системи грецького правосуддя — цивільної, кримінальної, адміністративної.

## Компетенція
Верховний Спеціальний суд Греції скликається для:
а) прийняття рішень за судовими позовами, поданими у зв'язку із порушеннями в ході виборів в Греції;
б) перевірки обґрунтованості і порядку призначення референдуму Президентом Греції відповідно до статті 44 Конституції.
в) прийняття рішень у справах, пов'язаних із несумісністю або усуненням з посади члена Грецького парламенту, відповідно до статті 55 і статті 57 Конституції.
г) врегулювання будь-якого конфлікту між судами та адміністративними органами, або між Верховним адміністративним судом і звичайними Адміністративними судами, з одного боку, і цивільними та кримінальними судами з іншого боку, або між Рахунковою палатою і будь-який іншим судом.
д) врегулювання суперечок про те, чи не суперечить прийнятий парламентом нормативно-правовий акт чинній Конституції Греції, або для тлумачення положень Конституції, коли суперечливі положення були винесені Верховним адміністративним судом, Верховним цивільним і кримінальним судом або Рахунковою палатою.
е) вирішення суперечок, пов'язаних із прийняттям норм міжнародного права, загальновизнаних згідно зі статтею 28 Конституції.

## Склад
Згідно з пунктом 2 статті 100 Конституції Греції, Верховний Спеціальний суд складається з одинадцяти членів, які обираються за жеребом терміном на 2 роки:
- трьох голів Верховних судів Греції — Верховного адміністративного суду, Верховного цивільного та кримінального суду і Рахункової палати;
- чотирьох радників Верховного адміністративного суду;
- чотирьох членів Верховного цивільного та кримінального суду;

Суд перебуває під головуванням голови Верховного адміністративного суду або голови Верховного цивільного і кримінального суду за старшинством.
Коли Верховний Спеціальний суд Греції скликається для вирішення питань г) і д) своєї компетенції, для забезпечення об'єктивності до його складу суду залучаються два професори права правничих шкіл або університетів Греції, які обираються за жеребом.